# Alive (chanson de Sia)
Pour les articles homonymes, voir Alive.
Singles de Sia
Fire Meet Gasoline
(2015) Bang My Head
(2015)
Alive est un single de la chanteuse australienne Sia. La chanson est extraite de l'album This Is Acting sorti le 29 janvier 2016. La chanson est écrite par Sia.

## Classements hebdomadaires
| Classement (2015)                      | Meilleure position |
| -------------------------------------- | ------------------ |
| Australie (ARIA)                       | 10                 |
| Autriche (Ö3 Austria Top 40)           | 39                 |
| Belgique (Flandre Ultratop 50 Singles) | 49                 |
| Belgique (Flandre Ultratop 50 Airplay) | 42                 |
| Belgique (Wallonie Ultratip 50)        | 12                 |
| Canada (Hot 100)                       | 28                 |
| Espagne (PROMUSICAE)                   | 21                 |
| États-Unis (Hot 100)                   | 56                 |
| France (SNEP)                          | 17                 |
| Irlande (IRMA)                         | 44                 |
| Nouvelle-Zélande (RMNZ)                | 29                 |
| Tchéquie (IFPI Singles Digitál)        | 43                 |
| Slovaquie (IFPI Rádio)                 | 31                 |
| Suède (Sverigetopplistan)              | 69                 |
| Suisse (Schweizer Hitparade)           | 30                 |
| Royaume-Uni (UK Singles Chart)         | 30                 |